# Elga Svendsen
Elga „Olga“ Nancy Svendsen (* 14. April 1906 in Kopenhagen; † 26. Juli 1992 in Frederiksberg) war eine dänische Schauspielerin.

## Leben
Elga Svendsen war die Tochter der beiden Schauspieler Holger Reenberg und Olga Svendsen. Beide waren zu Beginn des 20. Jahrhunderts einige Jahre lang miteinander verheiratet.
Nach ihrem Schulabschluss besuchte sie von 1924 bis 1927 die Staatliche Theaterschule in Kopenhagen, wo sie ihre Schauspielausbildung absolviert hatte. Ihr Bühnendebüt hatte sie im Jahr 1932 am Dagmarteatret. Sie stand im Laufe ihrer Karriere in zahlreichen Theatern in Dänemark auf der Bühne, so auch in Varieté-Shows. Sie wirkte als Schauspielerin vor der Kamera von 1933 bis 1984 in über 30 Film-und-Fernsehproduktionen mit.
Ihre Tochter Jytte Svendsen war ebenfalls einige Jahre lang als Schauspielerin tätig.
Elga Svendsen starb am 26. Juli 1992 im Alter von 86 Jahren. Ihre Grabstätte befindet sich auf dem Søndermark-Friedhof in Frederiksberg.

## Filmografie (Auswahl)
- 1933: Mit Pauken und Trompeten (Med fuld musik)
- 1937: Flådens blå matroser
- 1941: Thummelumsen
- 1947: Lykke på rejsen
- 1951: Vores fjerde far
- 1952: Kærlighedsdoktoren
- 1958: Krudt og klunker
- 1967: Mig og min lillebror
- 1976: Affæren i Mølleby
- 1976: Brand-Børge rykker ud
- 1983: Zappa
- 1984: Twist & Shout (Tro, håb og kærlighed)